# Pterolophia inalbonotata
Pterolophia inalbonotata är en skalbaggsart som först beskrevs av Maurice Pic 1945.  Pterolophia inalbonotata ingår i släktet Pterolophia och familjen långhorningar. Inga underarter finns listade i Catalogue of Life.